# Gabriel Thomson
Gabriel Thomson született: Gabriel Francis Marshall-Thomson (1986. október 27.) angol színész, legismertebb szerepe Michael Harper (Az én kis családom).

## Pályafutása
Négyévesen kezdte a színészkedést. Ezután kisebb szerepekben tűnt fel.
2000 óta Az én kis családom című angol sorozatban alakítja a legkisebb fiút, Michaelt. Forgatott Jude Law-val, Rachel Weisz-szel és Ed Harris-szel is.

## További információ
- Gabriel Thomson a PORT.hu-n (magyarul)
- Gabriel Thomson az Internetes Szinkronadatbázisban (magyarul)
- Gabriel Thomson az Internet Movie Database-ben (angolul)
- Gabriel Thomson a Rotten Tomatoeson (angolul)

## Fordítás
- Ez a szócikk részben vagy egészben  a   Gabriel Thomson című angol Wikipédia-szócikk ezen változatának fordításán alapul.  Az eredeti cikk szerkesztőit annak laptörténete sorolja fel. Ez a jelzés csupán a megfogalmazás eredetét és a szerzői jogokat jelzi, nem szolgál a cikkben szereplő információk forrásmegjelöléseként.